# Surovíkino
Surovíkino (ruso: Сурови́кино) es una ciudad rusa, capital del raión homónimo en la óblast de Volgogrado.
En 2021, la ciudad tenía una población de 18 227 habitantes. En su territorio no hay pedanías.
Se ubica unos 120 km al oeste de la capital regional Volgogrado, sobre la carretera R260 que lleva a Lugansk. Junto a la ciudad fluye el río Chir, unos 10 km antes de empezar a acumular aguas en el embalse de Tsimliansk.

## Historia
Se conoce la existencia del asentamiento en documentos desde 1744, pero hasta finales del siglo XIX era un jútor de muy pequeño tamaño. Se desarrolló a partir de 1900 como poblado ferroviario, cuando se abrió aquí una estación de ferrocarril en la línea de Tsaritsyn al Dombás. Adoptó el estatus de capital distrital en 1937, cuando se estableció aquí la sede un raión llamado "Kaganóvichski" en referencia a Lázar Kaganóvich, dentro de la óblast de Stalingrado. En 1957, el raión adoptó el topónimo del poblado ferroviario, pasando a ser el actual raión de Surovíkino. La localidad adoptó el estatus de ciudad en 1966.